# Hijos del culo
Hijos del culo è il quinto album in studio del gruppo rock argentino Bersuit Vergarabat, pubblicato nel 2000.

## Tracce
1. El gordo motoneta
2. La del toro
3. El viejo de arriba
4. Canción de Juan
5. Desconexión sideral
6. Porteño de ley
7. Caroncha
8. La petisita culona
9. Toco y me voy
10. La vida boba
11. Grasún
12. Negra murguera
13. La bolsa
14. Veneno de humanidad
15. Es importante